# Район 4 (Хошимин)
Район 4 (вьет. Quận 4) — наименьший городской район Хошимина (Вьетнам). В районе расположен порт Хошимин.
По состоянию на 2010 год, в районе проживает 183 261 человек, Площадь района составляет 4,18 км².

## Географическое положение

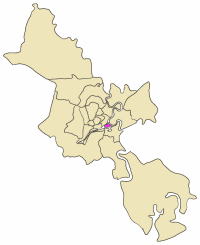
Расположение района 4 на карте Хошимина

Район 4 представляет собой треугольный остров, окруженный реками и каналами. Район граничит с рекой Сайгон и городом Тхудык на северо-востоке, рекой Бенге и районом 1 на северо-западе, а также каналом Тэ и районом 7 на юге.
Район состоит из 15 кварталов. До января 1985 года, район состоял из 5 кварталов, которые были позже разбиты на более мелкие:
- Квартал Виньхой (ныне разделён на 4 квартала с номерами 1-4);
- Квартал Линён (ныне разделён на 3 квартал с номерами 5, 6 и 8);
- Квартал Кайбанг (ныне разделён на 2 квартала с номерами 9 и 10);
- Квартал Сомтьеу (ныне разделён на 3 квартала с номерами 12-14) и
- Квартал Кханьхой (ныне разделён на 3 квартала с номерами 15, 16 и 18).

Со временем, кварталы 7, 11 и 17 были упразднены, что снизило количество кварталов до 15.

## Образование
| Название                         | Адрес                                                                                                   |
| -------------------------------- | --- |
| Юридический университет Хошимина | 02 Nguyễn Tất Thành, квартал 4                                                                          |
| Университет Нгуен Тат Тхань      | — 300A Nguyễn Tất Thành, квартал 13 — 448 Nguyễn Tất Thành, квартал 18 — 38 Tôn Thất Thuyết, квартал 16 |

## Консульства
| Страна   | Адрес                                                           |
| -------- | --------------------------------------------------------------- |
| Греция   | 44 đường Hoàng Diệu, квартал 13                                 |
| Пакистан | Tầng M, chung cư Khánh Hội 2, 360A đường Bến Vân Đồn, квартал 1 |